# یاغلی‌وند بالا
یاغلی‌وند بالا (به لاتین: Yuxarı Yağlivənd) یک منطقه مسکونی در جمهوری آذربایجان است که در شهرستان فضولی واقع شده است.